# ロベール・プゲオン
ロベール・プゲオン（Eugène Robert Poughéon, 1886年7月18日 - 1955年3月1日）は、フランスの芸術家、画家、イラストレーター、美術館のキュレーター。パリ出身。

## 略歴
プゲオンは初めパリのエコール・デ・ボザールでジャン=ポール・ローレンスとアルベール・ベナールに師事してから、国立高等装飾美術学校に移りシャルル・ラメアーのもとで学んだ。
1914年にプゲオンは若手芸術家の登竜門であったローマ賞を受賞。 1927年、彼はサロン・デ・ザルティスト・フランセで銀メダルを授与され、その2年後、1929年には金メダルを取った。
1935年に彼は、エコール・デ・ボザールとアカデミー・ジュリアンで教え始めた。1936年にはジャン・ディプジョ（Jean Despujols）、フェルナン・ヒルテンベルガー（Fernand Hertenberger）とともにパリ14区役所別館の壁画作成を担当した。1942年、彼は在ローマ・フランス・アカデミーのディレクターに就任し、そのすぐ後にはジャックマール＝アンドレ美術館のキュレーターとなった。
プゲオンは絵画、壁画、フレスコ画、装飾、本の挿絵に加えて、紙幣（50フラン札）のイラストも提供した。その紙幣は1945年から1951年まで流通した。